# Jules Roy
Jules Roy (n. 22 octombrie 1907, Bougara, Franța – d. 15 iunie 2000, Vézelay, Bourgogne, Franța) a fost un scriitor francez originar din Algeria.